# MTTFF
| Sigles de 2 caractères   |
| Sigles de 3 caractères   |
| Sigles de 4 caractères   |
| ► Sigles de 5 caractères |
| Sigles de 6 caractères   |
| Sigles de 7 caractères   |
| Sigles de 8 caractères   |

MTTFF (sigle formé des initiales de l'anglais Mean Time To First Failure) est le temps moyen de bon fonctionnement d'un équipement ou d'un système jusqu'à la première panne.
Le concept doit être réservé aux équipements non réparables.
On trouve aussi MTFF.